# Apocephalus borealis
Apocephalus borealis är en tvåvingeart som beskrevs av Charles Thomas Brues 1924. Apocephalus borealis ingår i släktet Apocephalus och familjen puckelflugor.